# Blue Hawaii (album Binga Crosby’ego)
Blue Hawaii – kompilacyjny album muzyczny amerykańskiego piosenkarza Binga Crosby’ego wydany przez wytwórnię Decca Records w 1956 roku. Składał się ze wcześniej wydanych piosenek o tematyce hawajskiej, które pojawiły się na albumach takich jak: Favorite Hawaiian Songs, Favorite Hawaiian Songs, Vol. One, czy Favorite Hawaiian Songs, Vol. Two.

## Lista utworów
| Nr | Tytuł                         | Rok nagrania |
| A1 | „Blue Hawaii”                 | 1937         |
| A2 | „Song Of The Islands”         | 1936         |
| A3 | „Aloha Oe (Farewell To Thee)” | 1936         |
| A4 | „Hawaiian Paradise”           | 1936         |
| A5 | „To You,Sweetheart,Aloha”     | 1939         |
| A6 | „A Song Of Old Hawaii”        | 1940         |
| B1 | „South Sea Island Magic”      | 1936         |
| B2 | „Sweet Leilani”               | 1937         |
| B3 | „Dancing Under The Stars”     | 1937         |
| B4 | „Palace In Paradise”          | 1937         |
| B5 | „Trade Winds”                 | 1940         |
| B6 | „Sweet Hawaiian Chimes”       | 1938         |